# Knut Ahnlund

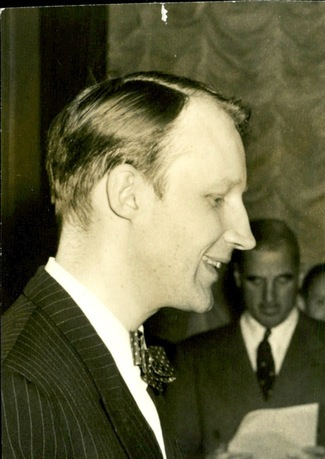
Knut Ahnlund (1956)

Knut Ahnlund (Aussprache [ˌknʉːt ˈɑːnlɵnd], * 24. Mai 1923 in Stockholm; † 28. November 2012 in Täby) war ein schwedischer Literaturhistoriker, Autor und von 1983 bis zu seinem Tod im Jahr 2012 Mitglied der Schwedischen Akademie.
Ahnlund nahm zwischen 1996 und 2005 aufgrund persönlicher Konflikte nur äußerst selten an der Arbeit der Akademie teil. 2005 kündigte er an, er werde die Arbeit der Akademie ganz verlassen, und zwar als Protest gegen die Verleihung des Nobelpreises für Literatur von 2004 an Elfriede Jelinek. Er sagte dabei laut der schwedischen Tageszeitung Svenska Dagbladet: „Der Nobelpreis für Elfriede Jelinek hat den Wert der Auszeichnung auf absehbare Zeit zerstört.“ Ihr Werk sei „lustlose Gewaltpornografie“, „armselig und dürftig“.

## Werke
- Spansk öppning. Essays über spanische und lateinamerikanische Literatur, 2004
- Diktarliv i Norden. Litterära essäer.
- Sven Lidman. Ett livsdrama.